# Gustavo Modena

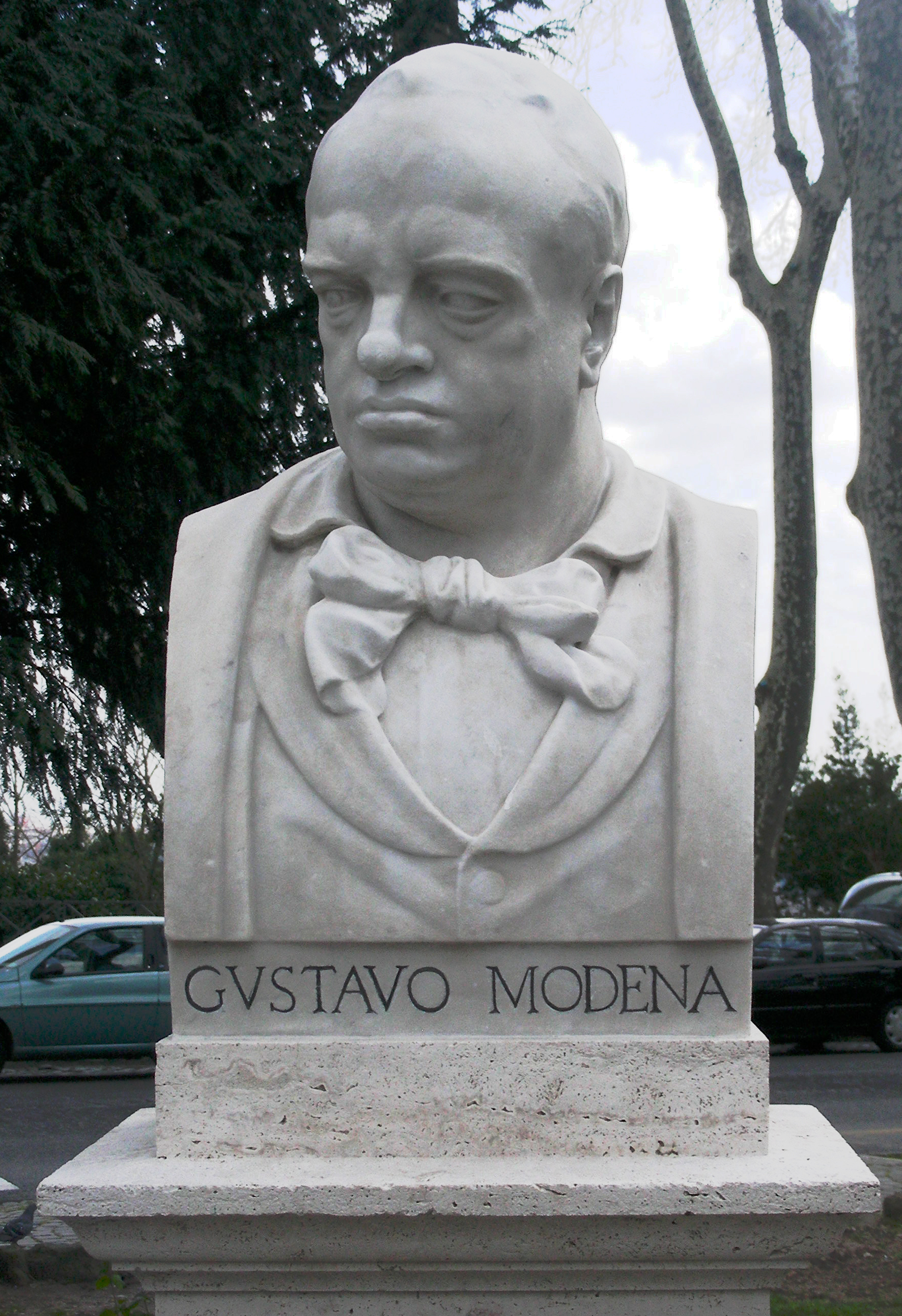
Byst av Gustavo Modena på Janiculum i Rom.

Gustavo Modena, född den 13 januari 1803 i Venedig, död den 20 februari 1861 i Turin, var en italiensk skådespelare.
Modena praktiserade först som advokat i Rom och Bologna, men debuterade 1826 med stor framgång som tragisk skådespelare. Han var invecklad i revolutionära rörelser och måste 1831 fly landet, men återkom efter amnestin 1847 och instiftade en inhemsk, reformerande skådespelarskola, i vilken under hans ledning storheter som Ernesto Rossi och Adelaide Ristori utbildades.
Modenas patriotism framträdde i de satiriska Dialoghetti popolari, och han och hans hustru tog verksamt del i 1848 års italienska revolution. Från 1849 uppträdde han på de flesta framstående teatrarna i Italien.